# خانه شوریده شیرازی
خانه شوریده شیرازی که نامش در فهرست آثار ملی شهرستان شیراز دیده می‌شود، یکی از خانه‌های دوره قاجاریه و منسوب به شاعر برجسته عهد قاجار، محمد تقی شیرازی، ملقب به شوریده شیرازی بوده که اکنون از خانه‌های مهم شهر شیراز به حساب می‌رود.
این بنای تاریخی، مورخ ۲۰-۱۱-۱۳۵۵ به شماره ۱۳۳۸ در فهرست آثار ملی به ثبت جهانی رسید. هم‌اکنون این مکان با متراژ ۲۴۲ متر مربع به مرکز فرهنگی و هنری تغییر کاربری داده است.

## شکل بنا
خانه شوریده شیرازی با حیاط مرکزی و المان‌های تزئینی گچ‌بری، سقف‌های تزئینی، سنگ‌های آزاره مشبک، کاشی‌کاری و ارسی‌های چوبی تبعیت می‌کند. بنا دارای بخش‌های اندرونی، بیرونی و خدماتی است که به وسیله راهروهای ارتباطی به یکدیگر راه می‌یابند و همچنین وجود تالار مرکزی که فضای اندرونی و ورودی‌ها اضلاع شمالی را به یکدیگر ارتباط می‌دهد از دیگر مشخصات این بنای تاریخی است.